# 날 찾지 말아요 (장덕의 노래)
<날 찾지 말아요>는 대한민국의 여성 싱어송라이터 장덕에 의해 작사 · 작곡된 곡이다. 1983년 장덕의 솔로 첫번째 정규 음반 《날 찾지 말아요》의 A면 머릿곡이자 동명 타이틀 곡으로 발표되었다(1987년 장덕의 컴필레이션 음반 《이런게 아니었는데》에서도 재편곡 되어 B면 마지막 트랙으로 수록된 바 있다.)

## 배경
1975년 만 14세(중학교 2학년)의 나이로 오빠 장현과 함께 듀엣 현이와 덕이를 결성, 《친구야 친구》(1976)와《순진한 아이》(1978) 등을 발표하며 큰 인기를 누린 장덕은 고등학교 졸업 후 솔로 음반 《첫사랑》(1979), 《순정》(1980)을 발표하고 1980년 10월 어머니의 부름으로 미국 내쉬빌로 건너가게 된다. 그리고 그 곳에서 테네시 주립 대학교에 입학, 작곡을 전공하며 유학생활을 하게 되고 내슈빌의 한인 가족밴드 리 패밀리의 일원으로 활동하다가 멤버 중 한 명인 이승언이라는 남자와 사랑하게 되고 결혼도 하게 된다. 하지만 고국에 대한 향수와 화려했던 가수 생활에의 그리움에 늘 시달리던 장덕은 남편에게 고국에 갔다오겠다는 부탁을 하지만 계속 거절당하고 어느날 손지검까지 당하게 되면서 결국 남편에게 간단한 메모 만을 남긴 채 고국으로 향하는 비행기에 오르게 된다. 그리고 이것은 두 사람의 영원한 이별이 되고 말았다. 장덕이 남편에게 남긴 메모에는 '날 찾지 말아요 / 날 그냥 내버려 둬요 / 아무리 애써도 당신께 돌아가긴 싫어요'라는 내용의 글이 씌여 있었는데, 이 메모를 바탕으로 만들어진 곡이 바로 장덕이 고국으로 돌아온 후 발표한 첫 솔로 정규 음반 《날 찾지 말아요》의 동명 타이틀 곡 <날 찾지 말아요>다

## 차트 성적
장덕이 방송 활동을 거의 하지 않았음에도 불구하고 1984년 초 가요 순위 3위(방송에선 5위)까지 오르며 큰 인기를 끌었다. PCI(방송가요집계 전문회사) 조사에 따르면 1984년 4월 한달동안 방송을 가장 많이 탄 노래 부문 4위를 기록하기도 했다.

## 리메이크 버전
- 2015년 10월 5일 라이브 팝가수 아영이 유튜브를 통해 라이브 리메이크 하였다. - Youtube
- 1990년 장덕이 사망하고 동료 가수 12인이 모여 발표한 장덕 추모 음반 《예정된 시간을 위하여》에서 지예가 리메이크 하였다. - Youtube